# Крылова, Серафима Константиновна
Серафима Константиновна Крылова — советский хозяйственный деятель, Герой Социалистического Труда.

## Биография
Родилась в 1923 году в деревне Завряжье. Член КПСС.
В 1937—1988 — колхозница, животновод, трактористка, колхозный шофёр в деревне Завряжье, доярка животноводческой фермы в деревне Фоминское, доярка семейной животноводческой фермы в деревне Тихоново совхоза «Матвеевский» Парфеньевского района Костромской области.
Указом Президиума Верховного Совета СССР от 22 марта 1966 года присвоено звание Героя Социалистического Труда с вручением ордена Ленина и золотой медали «Серп и Молот».
Делегат XXIII съезда КПСС.
Умерла в 1993 году в деревне Тихоново.

## Награды и звания
- Герой Социалистического Труда (22.03.1966)
- Орден Ленина (22.03.1966, 14.02.1975)